# Microsoft Excel
Microsoft Excel je tabulkový procesor od firmy Microsoft pro operační systém Microsoft Windows a počítače Macintosh. Už od verze 5 z roku 1993 má dominantní postavení na trhu. Dnes se prodává hlavně jako součást kancelářského balíku Microsoft Office. Jeho hlavním konkurentem je Calc, který je součástí balíku kancelářských aplikací LibreOffice.
V počátcích vývoje musel být Excel označován jako „Microsoft Excel“ v důsledku sporů o ochrannou známku, později se běžně přešlo k používání také prostého označení „Excel“.

## Historie
Microsoft vstoupil na trh tabulkových kalkulátorů v roce 1982 s programem nazvaným Multiplan, který byl ve své době velmi rozšířený na počítačích s operačním systémem CP/M. V prostředí počítačů řízených systémem MS-DOS prohrál v souboji s Lotusem 1-2-3. To vyvolalo rozhodnutí zahájit vývoj nového typu tabulkového kalkulátoru nazvaného Excel s cílem dosáhnout řešení, které řečeno slovy Douga Klundera „bude umět vše, co umí Lotus 1-2-3 a bude to umět lépe“.
První verze pro Macintosh vyšla v roce 1985. MS Excel byl první program, jehož GUI využívalo rozbalovacích menu ovládaných klikáním myší. Práce s ním byla mnohem pohodlnější, než v kterémkoli DOSovém programu. Rovněž se např. dalo psát ve 256 fontech. Mnoho lidí si kvůli němu koupilo počítač Macintosh. Později – v listopadu 1987, kdy byl uveden jako jedna z prvních aplikací pro MS Windows – byl jedním z hlavních programů, které táhly uživatele k používání nového operačního systému Windows. Tato verze byla z důvodu sjednocení s verzí pro Mac označena jako 2.0 – neexistuje tedy žádný Excel 1.0 pro Windows. Od roku 1988 již překonával v prodejnosti hlavního konkurenta Lotus 1-2-3. V roce 1989 Windows 3.0 dosáhlo širokého rozšíření a přesto až do léta 1992 se neobjevil jediný konkurenční tabulkový procesor pro MS Windows.
V roce 1993 Microsoft přidal podporu pro Visual Basic for Applications (VBA), čímž umožnil široké využití maker, ale zároveň umožnil údajné šíření makrovirů. V tomto roce také vyšla první verze balíku kancelářských aplikací Microsoft Office s textovým editorem Microsoft Wordem a prezentačním editorem Microsoft PowerPointem, kde bylo upraveno grafické uživatelské rozhraní podle vzoru Excelu.
Verze 5.0 až 9.0 obsahovaly různé Easter eggs – skryté „bonusy“.
Verze 12.0 (2007) zvýšila kapacitní možnosti tabulky z 65 536 na >1 milion řádků a z 256 (IV) na 16 384 (XFD) sloupců.
Aktuální verze Excelu pro prostředí Windows nese označení Microsoft 365. Aktuální verze Excelu pro platformu Mac OS je označena jako Microsoft 365 for Mac.

## Syntaxe výpočtů
V Excelu jsou pro programování výpočtů (přesněji zpracování dat – nejde jen o výpočty) k dispozici kromě abeced a číslic, mezery a desetinné čárky zejména
1. organizační znaky, např. úvodní rovnítko vzorců, úvodní apostrof textů, uvozovky (jen horní), závorky (zejména kulaté, sdružující), středník (v základní anglické verzi čárka), dvojtečka (s významem oblasti buněk).
2. běžné aritmetické a některé další operace jedné nebo dvou hodnot, které nabízí nejen běžné aritmetické, jako je násobení, sčítání, umocňování, ale i nerovnostní s booleovským výsledkem zapisované obvyklými operátory (značkami): „+“ (součet), „-“, „*“ (krát), „/“, ^ (umocnění), & (spojení textů), = (rovno), > (větší).
3. tak několik stovek funkcí, např.
  - matematické funkce, např. statistické, jako SUMA (součet), MIN (minimum), MAX (maximum), POČET (počet číselných hodnot), s podmíněnými zápočty, jako SUMIF nebo COUNTIF, a další jako PRŮMĚR, MEDIAN či funkce pro práci s komplexními čísly;
  - logické funkce nahrazují především logické operace, např. KDYŽ, A, NE, NEBO;
  - vyhledávací a odkazovací (vytyčovací) funkce, které umožňují přebírat výsledky (hodnoty) k dalšímu zpracování na základě jejich uspořádání, např. INDEX, POZVYHLEDAT, VYHLEDAT, SVYHLEDAT nebo POSUN;
  - textové (řetězcové) funkce, včetně vyhledávacích a dosazujících, např. MALÉ, DOSADIT, ZLEVA, HLEDAT, CONCATENATE;
  - převodní funkce, např. NEPŘÍMÝ.ODKAZ.

Pořadí výpočtů ve vzorcích zachovává běžné zvyklosti a navíc je může uživatel změnit nebo potvrdit používáním kulatých závorek.

## Konkurenční produkty
Pro profesionální užití je Excel prakticky bezkonkurenční[zdroj?] a systémově rozhodující, ale pro soukromé nebo jednodušší, ale nejen základní, užití má řadu konkurentů. Jednak jsou to bezplatné verze kancelářských balíků, nyní zejména
- Apache OpenOffice
- LibreOffice
- NeoOffice
- Google Docs – síťový nástroj, který umožňuje rovněž pracovat s tabulkami, ale zatím jen opravdu základními
- Numbers (iWork)